# Sendmail
Sendmail ist ein Mail Transfer Agent, dessen Geschichte bis in die frühen 1980er Jahre zurückreicht.

## Bedeutung
Dieses Computerprogramm hat so weite Verbreitung gefunden, dass viele andere Programme für Unix davon ausgehen, Sendmail installiert und konfiguriert vorzufinden. Dabei sind kurzzeitige Aufrufe wie per Kommandozeile beabsichtigt und keine Nutzung als Daemon.
In dieser Betriebsart für Sendmail ausgelegte Kommandos zu verarbeiten bezeichnet man bei anderen Mail Transfer Agents als Kompatibilität zu Sendmail, was eine häufig hervorgehobene Eigenschaft ist.

## Lizenz
Sendmail ist freie Open-Source-Software. Es verwendet eine eigene Lizenz, die das Erstellen von nichtkommerziellen proprietären abgeleiteten Werken erlaubt.

## Geschichte
Sendmail wurde mit der ersten Berkeley Software Distribution für TCP/IP veröffentlicht. Eric Allman hatte das Programm aus seinem Hack delivermail entwickelt, den er 1980 für das Anpassen von E-Mail-Adressen zwischen unterschiedlichen Rechnernetzen an der University of California at Berkeley programmierte. Dass delivermail nur im Quelltext konfigurierbar war, erwies sich bei der Einführung von TCP, DNS und SMTP als sehr hinderlich und veranlasste die Weiterentwicklung zu Sendmail. Auf delivermail 2 folgte so Sendmail 3.
Im ersten kostenlosen Unix enthalten zu sein, war nicht der einzige Vorteil von Sendmail. Bei der älteren Alternative MMDF musste sich erst eine Gruppe zur Implementierung von TCP/IP finden, die sich zwei Jahre hinzog. Bei Sendmail erfolgten Änderungen weitaus schneller.
1987 entwickelte Lennart Lövstrand an der Universität Linköping aus der Version 5 von Sendmail die Abspaltung IDA sendmail, aus der wiederum KJS und UIUC IDA hervorging. UIUC IDA wurde von Paul Pomes an der University of Illinois und Neil Rickert an der Northern Illinois University betreut, der das heutige Konzept der Konfiguration entwickelte. Hersteller von Unix wie Sun Microsystems entwickelten eigene erweiterte Varianten. Hewlett-Packard ergänzte beispielsweise Unterstützung von MIME. Konfigurationsdateien waren nicht zwischen unterschiedlichen Varianten austauschbar, und unterschiedliche Varianten mit gleichen Problemen erforderten unterschiedliche Lösungen.
1992 begann Allman mit dem Umschreiben von Sendmail in Version 8, die vieles von den Abspaltungen übernahm. 1999 war er Mitgründer des Unternehmens Sendmail Inc., das die Weiterentwicklung und Vermarktung von Sendmail übernahm. Die Version 8.10 aus dem Jahr 2000 war die erste von dem Unternehmen veröffentlichte und weitgehend von Greg Shapiro programmiert worden. Claus Aßmann ergänzte später Authentifizierung sowie Verschlüsselung und richtete die Weiterentwicklung neu aus.
2013 wurde Sendmail von dem US-Unternehmen Proofpoint übernommen.
Sendmail 9 wurde während seiner Entwicklung in sendmail X umbenannt und schließlich als MeTA1 ausgegliedert. Diese Software von Aßmann ist nicht mehr monolithisch, sondern modular.

## Kritik
Das Konfigurieren von Sendmail ist komplex. Selbst längst exotische Netzwerkprotokolle wie UUCP sind weiterhin mit mehreren Konfigurationsvarianten vorgesehen. Grundlegende Änderungen waren bereits früh angedacht, unterblieben aber wegen der weiten Verbreitung, die zunächst nur vermeintlich gegeben war.
Sicherheitslücken in Sendmail wurden auch schon im Abstand weniger Wochen bekannt. Ende Mai 2006 wurde Sendmail aus NetBSD entfernt. Dessen Entwickler waren überdrüssig, am Beheben von Sicherheitsproblemen gehindert zu sein, weil die meisten als vertraulich eingestuft wurden und Sendmail an sich sicherheitstechnisch problematisch sei.
Weiterhin wird kritisiert, dass Sendmail noch 2019 veraltete, nichtöffentliche und zum Teil unsichere Software für die Verwaltung (CVS), Auslieferung (FTP) und Support (Usenet-Newsgroups) einsetzt.